# Das Phantom der Oper
Das Phantom der Oper er en tysk stumfilm fra 1916 af Ernst Matray.

## Medvirkende
- Nils Olaf Chrisander som Erik
- Aud Egede-Nissen som Christine Daaé
- Ernst Matray som Raoul